# Ulica Fabryczna w Warszawie

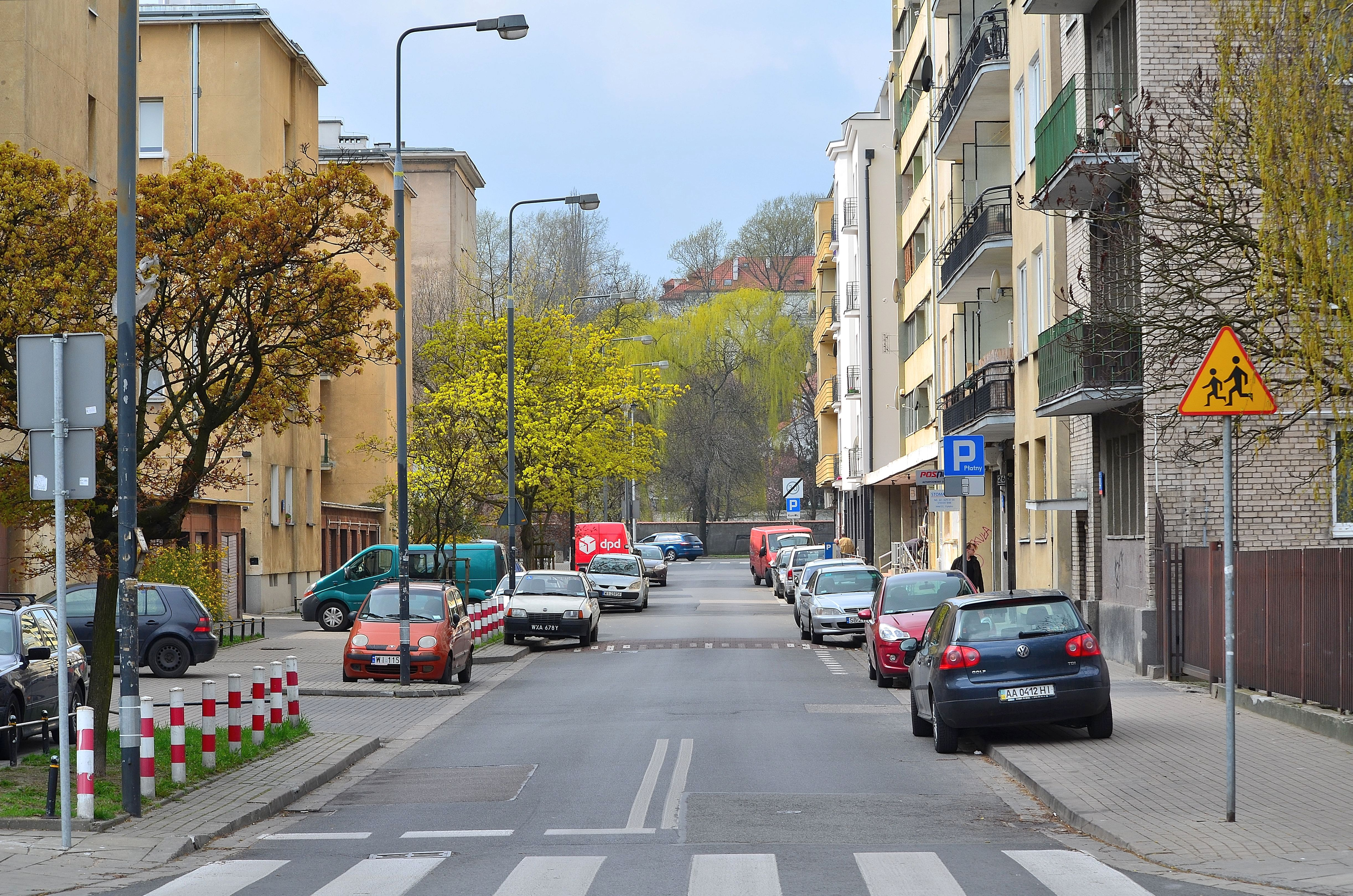
Ulica na odcinku pomiędzy ulicami: Koźmińską i Rozbrat

Ulica Fabryczna – ulica na osiedlu Solec, w dzielnicy Śródmieście w Warszawie.

## Historia
Na działce na rogu ul. Czerniakowskiej i Fabrycznej rozpoczęło się powstanie listopadowe. W 1830 roku przy ul. Czerniakowskiej nr hipoteczny - nr taryfy 3001 znajdował się browar Weissa na Solcu, co odpowiada we współczesnej numeracji Czerniakowska nr 189 (róg później wytyczonej ul. Fabrycznej). Działka 3001 wskutek podziału na mniejsze działki obejmowała także adresy ul. Fabryczna 1A i 1B, 3, 5, 7. Podpalenie browaru Weissa 29 listopada 1830 ok. godz. 17:30 przez pchor. Wiktora Tylskiego było sygnałem do wybuchu powstania listopadowego.
Na działce 3001 (nieistniejący róg ul. Czerniakowska 189 i ul. Fabrycznej 1) od ok. 1850 do 1944 znajdowała się neorenesansowa kamienica hr. Andrzeja Zamojskiego lub Barcińskich. Był to dwukondygnacyjny narożny budynek mieszkalny, który znalazł się na rogu Czerniakowskiej i wytyczonej w 1868 ul. Fabrycznej, przypuszczalnie projektu Henryka Marconiego lub kogoś z jego kręgu. Mieścił on mieszkania dla dyrekcji Warsztatów Żeglugi Parowej na Solcu. W lipcu 1865 do domu przy ul. Czerniakowskiej 3001 (nr 51 w 1869) wprowadzili się Izabella i Antoni Barcińscy - siostra Fryderyka Chopina z mężem. Dom ten był ich własnością w latach 1867 - 1871.
Dochodząca przed wybudowaniem Trasy Łazienkowskiej do ul. Czerniakowskiej ulica Fabryczna powstała około 1868 z drogi wiodącej do giserni Konstantego Rudzkiego, działającej początkowo przy Warsztatach Żeglugi Parowej na Solcu. Przedsiębiorstwo, zakupione w 1850 przez hr. Andrzeja Zamoyskiego, zajmowało teren pomiędzy ul. Solec, Rozbrat i Czerniakowską. Przy Fabrycznej mieściły się kancelaria, apartament dyrektora oraz hala fabryczna z kuźnią i stolarnią. Od 1861 posesja ta przechodziła w posiadanie różnych właścicieli; pierwszym był właściciel Kazimierz Kropiwnicki, prowadzący tu fabrykę narzędzi rolniczych, zaś ostatnim - August Repphan. Na sąsiedniej posesji działała gisernia Rudzkiego od 1858 jako odrębna od WŻP firma - Gisernia przy Warsztatach Żeglugi Parowej, Konstanty Rudzki i Współka (pis. oryg). W późniejszym okresie na terenie giserni pojawiły się nowe obiekty: w latach 1878-79 powstała hala fabryczna projektu Jana Lilpopa, drewniane budynki składów, które w 1896 zaprojektował Stefan Szyller.
Właściciel giserni, Konstanty Rudzki, w 1858 wystawił u zbiegu z ul. Rozbrat willę; w 1863 nabył ją Adam hr. Ronikier, który planował wzniesienie na swych gruntach po przeciwnej stronie ulicy domów robotniczych.
Duża liczba obiektów przemysłowych w okolicy wpłynęła na rodzaj wznoszonych tu obiektów mieszkalnych: miały być utylitarnymi czynszówkami z dużą liczbą tanich mieszkań dla robotników. Budowano je począwszy od 1880; po części otrzymały nietrwały wystrój fasad wykonany z gipsu.
Po 1910 dla hr. Henryka Ronikiera powstał wielki dom robotniczy, o ceglanych fasadach i detalach wykonanych ze sztucznego kamienia. Po odzyskaniu niepodległości dom ów był własnością Zakładu Paralityków Św. Władysława z ul. Belwederskiej.
W tym okresie w całej okolicy ulicy Fabrycznej zakłady przemysłowe zaczęły ustępować miejsca zabudowaniom mieszkalnym; na terenach po dawnej fabryce Repphana powstały dwa domy czynszowe o gładkich fasadach. Pod względem wykończenia wyróżniały się bliźniacze kamienice pod nr. 24A i 26, których sienie ozdobił alabaster i kryształowe lustra, jednak ich luksus był przy tej ulicy wyjątkiem.
W okresie międzywojennym w domu nr 28 mieścił się IX komisariat Policji Państwowej.
W 1932 roku hale fabryczne rozebrano, na ich miejscu powstały kamienice o nr Fabryczna 1A i 1B. W 1938 wzniesiono pod numerami 21-27 zespół bloków osiedla BGK, wyróżniający się szczytowym, grzebieniowym ustawieniem budynków do ulicy. Było to rozwiązanie nowoczesne i nowatorskie; wcześniej powstało w ten sposób tylko osiedle Towarzystwa Osiedli Robotniczych przy ul. Obozowej na Kole, którego BGK był zresztą jednym z głównych członków.
W czasie Powstania Warszawskiego praktycznie od początku cała ul. Fabryczna była w rękach powstańców. Wielokrotnie dochodziło do walk w zachodniej części ulicy gdyż front przebiegał ulicą Rozbrat. W dniu 7 września 1944 powstańcy załamali jeden z wypadów Niemców ze Szkoły Handlowej zdobywając dwóch jeńców. Od 8 września parzystej strony Fabrycznej broniła 1 kompania 1 batalionu (21 kompania) AK kapitana "Tura", a nieparzystej do 11 września 3 kompania porucznika "Igora" Zgrupowania "Kryska". 9 września inny wypad Niemców wypad zakończył się wzięciem 3 jeńców i uciszeniem gniazda karabinu maszynowego znajdującego się w wyłomie w murze Szkoły Handlowej( po wojnie mur został w większej części zastąpiony parkanem). 11 września ataki Niemców zostały wsparte dwoma wozami pancernymi, z których jeden został zniszczony wraz z załogą u wylotu Fabrycznej na Rozbrat. Jednocześnie narożny dom po nieparzystej stronie został zburzony "Goliatem". 12 września 3 bomby znacznie uszkodziły budynek komisariatu Fabryczna 28 zabijając co najmniej jednego powstańca. Potem nastąpił atak wsparty wozami pancernymi, których część spalono ale Niemcom udało się zdobyć oba narożne budynki, a następnie wybijając dziury przeniknąć na 3 piętro kamienicy Fabryczna 32. 13 września Powstańcy musieli się wycofać także z Fabrycznej 30 wybijając dziurę w piwnicy do budynku komisariatu. Także po nieparzystej stronie Niemcy zajęli następne budynki BGK uniemożliwiając komunikację jedynym rowem łącznikowym w tej części ulicy. 14 kwietnia ruiny komisariatu były ostatnim wysuniętym punktem obrony na Fabrycznej gdyż oddziały na skrzydłach wycofały się. Po ciężkich walkach otoczony z trzech stron budynek został podpalony przez powstańców co osłoniło ich odwrót.
W 1944 zupełnemu zniszczeniu uległ początkowy odcinek ulicy; w latach 1964-68 wybudowano tam według projektu Oskara Hansena bloki osiedla Torwar, uzupełnione po 1970 kolejnymi budynkami autorstwa Jana Zdanowicza.

## Ważniejsze obiekty
- Polska Agencja Antydopingowa
- Osiedle Torwar